# جزر تشاتام
تشكل جزر تشاتام أرخبيل في المحيط الهادئ ، والذي يمتد حوالي 680 كيلومتر (423 ميل) جنوب شرق البر الرئيسي في نيوزيلندا . والذي يتألف من حوالي 11 جزيرة داخل دائرة نصف قطرها 40 كيلومترا (25 ميل) ، وأكبرها جزيرة تشاتام وجزيرة بيت .

## معلومات عن جزر تشاتام
جزر تشاتام الممتدة نحو 680 كم إلى الشرق من الجزيرة الجنوبية في نيوزيلندا، في معظم المجتمعات نيوزيلندا النائية . هناك نحو 600 شخص في تعداد عام 2003 يعيشون على اثنين من 11 جزيرة والتي تشكل لشاتامز . مع دخلها الاقتصادي المعتمد إلى حد كبير على الزراعة وصيد الأسماك، والسياحة . مجتمع جزر تشاتام مرن، والذي يعتمد على الذات، من خلال الحفاظ على التراث الطبيعي والثقافي للجزر .

## جغرافيا
الجزر ممتدة حوالي 43 ° 53’S 176 ° 31’W ، مع ما يقرب من 840 كيلومتر (520 ميل) شرق كرايستشيرش، نيوزيلندا . أقرب نقطة من البر الرئيسي نيوزيلندا إلى جزر تشاتام هي Kip Turnagain في الجزيرة الشمالية، وعلى مسافة 650 كيلومتر (400 ميل) . أقرب مدينة للبر الرئيسي لـ نيوزيلندا إلى الجزر هي هاستينغز، نيوزيلندا، وتقع 697 كيلومتر (430 ميل) إلى الشمال والغرب . وتغطي هذه الجزر ما لنحو 966 كيلومتر مربع (373 ميل مربع) ، وكلها تقريبا على اثنين من الجزر الرئيسية .
تقع الجزر على ارتفاع تشاتام، الكبيرة، والمغمورة نسبياً بسطحية (لا يزيد عن 1000 متر أو 3281 قدم عميق في أي لحظة) جزء من قارة زيلانديا يمتد شرقا من قرب الجزيرة الجنوبية . ظهرت جزر تشاتام، منذ أربعة ملايين سنة ماضية، وهي الجزء الوحيد من ارتفاع تشاتام الذي ظهر فوق مستوى سطح البحر .
الجزر تقع على التلال مع السواحل لكونها خليط متنوع بما في ذلك المنحدرات والكثبان الرملية، والشواطئ، والبحيرات . المناخ في جزر تشاتام بارد، ورطب، كما تهب الرياح بمتوسط درجات حرارة العالية التي تتراوح بين 5 و 10 درجة مئوية (41 و 50 درجة فهرنهايت) في يوليو في فصل الشتاء وفي نصف الكرة الجنوبي .
جزر تشاتام وبيت هي الجزر الوحيدة المأهولة، مع الجزر الصغيرة المتبقية المحفوظة . تعتمد سبل معيشة السكان على الزراعة، كما تعتمد الجزيرة لكونها الدولة المصدرة لجراد المياه الباردة، ولانتعاش السياحة .

## السياحة

### المناخ
جزر تشاتام تتمتع بالمناخ المحيطي كما تتميز بنطاق درجات الحرارة وهطول الأمطار الضيق والمتكررة نسبيا . موقفها المعزول بعيداً عن أي من المناطق اليابسة الكبيرة، يجعل درجات الحرارة قياسية للتسوية الرئيسية، مما يجعل متوسط درجات الحرارة نحو 23.8 درجة مئوية (74.8 درجة فهرنهايت)

### معالم جزر تشاتام
توفر جزر تشاتام للوجهة النهائية، لأولئك الذين يسعون إلى الإستمتاع بالإستجمام والعزلة . هناك المناظر الطبيعية الخلابة، والسكان المحليين الوديين، والتاريخ الرائع والنباتات الفريدة والحياة البرية، كل هذا وأكثر مما يجعلك تقضي تجربة عطلة لا تنسى . كما يمكن للزوار في قضاء الكثير من الوقت للاسترخاء والاستكشاف، يمكن لزوار جزر تشاتام التمتع ببعض أكثر المناظر الطبيعية الخلابة في نيوزيلندا بما في ذلك السواحل الوعرة، المنحدرات الشاهقة، الصخور المتناثرة على الشواطئ والشواطئ الرملية الشاسعة .
ومع ذلك يقبل الكثير من الزوار السبب لزيارة جزر تشاتام للإستمتاع بالنباتات الفريدة والحيوانات والحياة البرية . وهناك الطيور، والجزر التي توفر فرصا لمشاهدة الطيور الرائعة .

### التوقيت المحلي
جزر تشاتام هي أول مكان مأهول في العالم لرؤية شروق الشمس كل يوم . التوقيت المحلي قبل 45 دقيقة من البر الرئيسي لـ نيوزيلندا .

### مطار النقل وتأجير السيارات
نظراً لعدم وجود وسائل النقل العام، فالزوار بحاجة إلى اتخاذ الترتيبات الصغيرة مع المضيفين من خلال حجز السيارات والمركبات الرباعية والشاحنات الصغيرة المتوفرة للتأجير . جزر تشاتام يمكن الوصول إليها بالطائرة من أوكلاند، ولينغتون أو كرايستشيرش .

### المتاجر والمقاهي
جزر تشاتام لديها عدد من الخيارات للتسوق وتناول الطعام إلى جانب أماكن التخزين العام، ومحطات الوقود، ومتجر لاجهزة الكمبيوتر، ومحلات لبيع الهدايا والفن والمتجر الحرفي، معرض، وفندق والمقاهي .